# Granite (Oregon)
Granite és una població dels Estats Units a l'estat d'Oregon. Segons el cens del 2000 tenia 24 habitants.

## Demografia
Segons el cens del 2000, Granite tenia 24 habitants, 15 habitatges, i 9 famílies. La densitat de població era de 23,2 habitants per km².
Dels 15 habitatges en un 0% hi vivien nens de menys de 18 anys, en un 60% hi vivien parelles casades, en un 0% dones solteres, i en un 40% no eren unitats familiars. En el 40% dels habitatges hi vivien persones soles el 6,7% de les quals corresponia a persones de 65 anys o més que vivien soles. El nombre mitjà de persones vivint en cada habitatge era d'1,6 i el nombre mitjà de persones que vivien en cada família era de 2.
Per edats la població es repartia de la següent manera: un 0% tenia menys de 18 anys, un 0% entre 18 i 24, un 20,8% entre 25 i 44, un 66,7% de 45 a 60 i un 12,5% 65 anys o més.
L'edat mediana era de 57 anys. Per cada 100 dones de 18 o més anys hi havia 118,2 homes.
La renda mediana per habitatge era de 15.625$ i la renda mediana per família de 20.625$. Els homes tenien una renda mediana de 11.250$ mentre que les dones 6.250$. La renda per capita de la població era de 8.024$. Aproximadament el 20% de les famílies i el 36% de la població estaven per davall del llindar de pobresa.

## Poblacions més properes
El següent diagrama mostra les poblacions més properes.